# Nuristanski jezici
Nuristanski jezici (Nuristani) jedan od nekolko jezičnih indoarijskih skupina iz Afganistana i Pakistana. 
Obuhvaća (6) jezika, to su: ashkun ili wamayi [ask], 1.200 (2000) u provinciji Kunar; kamviri [xvi], ukupno 6,000 u Afganistanu i Pakistanu; kati ili bashgali [bsh], ukupno 19,400 u Afganistanu i Pakistanu; prasuni [prn], 1.000 (2000) na gornjim pritokama rijeke Pech; tregami [trm], 1.000 (1994) u olini Tregam u Afganistanu; waigali [wbk], 	1,500 (Van Driem 2000), Afganistan.

## Vanjske poveznice
- Ethnologue (14th)
- Ethnologue (15th)